# August von der Heydte
Philipp August Joachim Freiherr von der Heydte (* 11. Januar 1809 zu Feuchtwangen; † 6. August 1880 in Eger) war ein k.u.k. Generalmajor. Neben zahlreichen militärischen Orden wurde er zum Ehrenbürger der königlichen Freistädte Hermannstadt, Kronstadt und Maros-Vasaryely in Siebenbürgen ernannt.
Von der Heydte wurde in Franken geboren und entstammte der Uradelsfamilie von der Heydte, die aus dem Oberfränkischen Vogtland stammt und auch im Egerland erscheint. Sein Vater war Rath bei der bayerischen Landesregierung. Nach dem Besuch des Gymnasiums zu Ansbach sollte er ursprünglich Rechtswissenschaften studieren, trat dann aber als Kadett in das K.u.k. Böhmisches Dragoner-Regiment „Eugen Prinz von Savoyen“ Nr. 13 ein. 1828 wurde er zum Unterlientenant ernannt.
1833 erfolgte die Beförderung zum Oberleutnant. Von  1835 bis 1837 war er Adjutant des Kommandeurs General der Kavallerie Johann Friedrich von Mohr. 1837 wurde er Rittmeister II. Klasse und 1841 I. Klasse. Eingesetzt war er 1848/49 während des Winter-Feldzugs des Revolutionskriegs in Siebenbürgen. 1849 wurde er Major beim Chevaulegers-Regiment „Graf Wrbna“ Nr. 6 und sodann als Oberstleutnant in den Generalstab versetzt. 1851 wurde er zum zweiten Oberst befördert und 1854 zum Cürassier-Regiment „König Maximilian von Bayern“ Nr. 2 transferiert. 1854 wurde der Oberst dort Regimentskommandeur. Sein letzter Dienstgrad war ab dem 1. März 1859 Generalmajor beim 1. Infanterie-Armee-Corps. Kurz darauf am 9. November 1859 wurde er pensioniert.
Wegen seiner militärischen Leistungen wurde er mit dem Ritterkreuz des Leopoldordens, dem Orden der Eisernen Krone III. Klasse, der Kriegsmedaille, dem St.-Annen-Orden II. Klasse (mit Schwertern), dem Sankt-Wladimir-Orden IV. Klasse (mit Schwertern) und der Siebenbürgen Erinnerungsmedaille ausgezeichnet.
Von der Heydte war ab 1833 verheiratet mit einer von Neckarsfeld; aus der Ehe gingen keine Kinder hervor.